# Trichoniscus espaxi
Trichoniscus espaxi är en kräftdjursart som beskrevs av Albert Vandel 1924. Trichoniscus espaxi ingår i släktet Trichoniscus, och familjen Trichoniscidae. Inga underarter finns listade.